# Bertogne
Bertogne (en való Biertogne) és un antic municipi belga de la província de Luxemburg a la regió valona. L'1 de gener del 2024 tenia 3.767 habitants.
El 2 de desembre del 2024, el municipi de Bertogne es va fusionar amb el municipi de Bastogne.

## Localitats
El municipi de Bertogne comptava amb 3 seccions, que apleguen les localitats:
- Bertogne: Bethomont, Compogne
- Flamierge: Frenet, Gives, Givroulle, Givry, Roumont, Salle, Troismont, Tronle, Wigny
- Longchamps: Champs, Fays, Flamisoul, Mande-Saint-Étienne, Monaville, Rolley, Rouette, Withimont